# Orklands kommun
Orklands kommun (norska: Orkland kommune) är en kommun i Trøndelag fylke i mellersta Norge. Kommunens centralort är staden Orkanger.
Orklands kommun täcker 40 kilometer av älven Orklas älvdal och sträcker sig ut till Agdenes fyr i Trondheimsfjorden. Längs fjorden och i älvdalen finns stora jordbruk med boskapsskötsel och spannmålsodling och i fjällområdena finns det stora skogar.
Industrierna är koncentrerade runt Orkanger, Fannrem och Gjølme och utgörs främst av metallurgisk produktion, bland annat av kiseljärn och kiselkarbid, och verkstadsindustri. Produkterna skeppas ut via Orkangers hamn, som ingår i bolaget Trondheim Havn. Orkanger är även ett centrum för offshoreindustrin.
Området kring tätorten Løkken Verk är ett gammalt gruvområde i den södra delen av kommunen. Gruvdriften upphörde 1987 men området kan besökas och den gamla järnvägen Thamshavnsbanan är numera museijärnväg.

## Administrativ historik
Orklands kommun bildades den 1 januari 2020 genom en sammanläggning av kommunerna Orkdal, Meldal, Agdenes samt en del av Snillfjord. Kommunen är uppkallad efter älven Orkla.
Mellan 1920 och 1962 fanns en kommun med samma namn inom området.

### Vapen för tidigare kommuner inom den nuvarande kommunen

Agdenes kommun (1991–2019)
Meldals kommun (1985–2019)
Orkdals kommun (1986–2019)
Snillfjords kommun (1990–2019)

## Tätorter
I Orklands kommun finns sex tätorter:
- Løkken Verk
- Meldal
- Orkanger/Fannrem (omfattar centralorten Orkanger)
- Selbekken
- Storås
- Svorkmo

Orterna Vormstad och Å har tidigare räknats som tätorter men uppfyller inte längre kriterierna, medan orterna Bjørnli och Råbygda (Gjølme) numera räknas som delar av tätorterna  Løkken Verk respektive Orkanger/Fannrem.

## Socknar
Inom Norska kyrkan är Orklands kommun indelad i åtta socknar:
- Agdenes socken
- Geitastrands socken
- Løkkens socken
- Meldals socken
- Orkangers socken
- Orkdals socken
- Orklands socken
- Snillfjords socken

Socknarna ingår i Orkdals prosteri i Nidaros stift.